# Dacnusa maculata
Dacnusa maculata är en stekelart som beskrevs av Goureau 1851. Dacnusa maculata ingår i släktet Dacnusa och familjen bracksteklar. Inga underarter finns listade i Catalogue of Life.